# Tisagronia fleissiana
Tisagronia fleissiana är en fjärilsart som beskrevs av Köhler 1967. Tisagronia fleissiana ingår i släktet Tisagronia och familjen nattflyn. Inga underarter finns listade i Catalogue of Life.